# Альфа Сетки
Альфа Сетки (лат. α Reticuli) — самая яркая звезда в южном околополярном созвездии Сетки, находящаяся на расстоянии 162 световых лет от Земли в рукаве Ориона. С видимой звёздной величиной равной 3,3 она достаточно яркая, чтобы её можно было увидеть невооружённым глазом. Склонение этой звезды (-62°) означает, что она лучше всего наблюдается в южном полушарии и видна только ниже тропика Рака.

## Физические свойства
Жёлтый яркий гигант, превосходящий Солнце по массе в 3, а по светимости в 240 раз. Звезда молода (возраст составляет около 330 миллионов лет), а её протяжённая атмосфера является источником рентгеновского излучения интенсивностью порядка 3⋅1029 эрг/с.
Альфа Сетки с её компаньоном, CCDM J04144-6228B, 12-й звёздной величины составляют визуально-двойную звезду. Компаньон отстоит от звезды на 48,5 угловых секунд с позиционным углом равным 355°. Так как обе звезды имеют общее собственное движение по небесной сфере, то возможно, что Альфа Сетки не одиночная звезда, а основной компонент двойной звёздной системы с орбитальным периодом не менее 60 000 лет.